# Národní park Kaboré Tambi
Národní park Kaboré Tambi je národní park v Burkině Faso. Leží mezi Ouagadougou a ghanskou hranicí, podél toku řeky Nazinon. Národní park byl vyhlášen roku 1976 jako Národní park Pô a přejmenován byl na počest strážce parku, který byl v roce 1991 zabit pytláky.
Vegetaci tvoří typické súdánské savany, ale také galeriové lesy a říční nivy. Park je důležitou ptačí oblastí v Burkině Faso. Vyskytuje se zde například papoušek senegalský (Poicephalus senegalus), banánovec obecný (Musophaga violacea), vousák senegalský (Lybius dubius), modoušek rudoocasý (Estrilda caerulescens), strnad hnědohřbětý (Emberiza affinis), ťuhýk žlutozobý (Corvinella corvina), moudivláček žlutozelený (Anthoscopus parvulus), vlaštovka bělokřídlá (Hirundo leucosoma) a přádelník hnědohlavý (Plocepasser superciliosus). Kromě ptáků v parku žijí i lvi, sloni, buvoli, prase savanové (Phacochoerus africanus), paviáni a četné druhy antilop.